# Fatma Girik
Fatma Girik (Estambul, 12 de diciembre de 1942-Estambul, 24 de enero de 2022) fue una actriz y política turca. Debutó en el cine en 1954 y desde entonces participó en aproximadamente 180 películas en su país natal. La década de 1960 fue su época más activa en el cine, retirándose a mediados de los años 1980 para desempeñarse en el mundo de la política y retornando brevemente al cine entre 2003 y 2005.

## Biografía
Nació en la ciudad de Estambul el 12 de diciembre de 1942. Se graduó de la escuela secundaria Cağaloğlu Kız en esa ciudad. Su primera aparición frente a una cámara se dio en la película Günahkar Baba (Padre pecador) de Arşavir Alyanak, en un pequeño papel.
Después de pequeñas apariciones en producciones cinematográficas, obtuvo el papel principal en la película Leke (La mancha) de Seyfi Havaeri en 1958. Tres años más tarde obtuvo el reconocimiento a nivel nacional por su interpretación protagónica en el filme Ölüm Peşimizde (La muerte nos persigue) de Memduh Ün. A partir de entonces la actriz apareció en aproximadamente 180 películas, marcando una de las carreras más prolíficas en la historia del cine turco. Tras retirarse de la industria del cine empezó a desempeñarse en el ambiente político, convirtiéndose en la alcaldesa del distrito de Şişli en Estambul entre 1989 y 1994. En 2003 retornó brevemente a la actuación, interpretando el papel de Zeno en Gurbet kadini. Dos años más tarde se le pudo ver en dos películas, Büyülü Fener y Sinema Bir Mucizedir, registrando su última aparición en el cine de su país.

## Filmografía
| Año  | Título original                   | Papel                       | Notas                    |
| ---- | --------------------------------- | --------------------------- | ------------------------ |
| 1954 | İstiklal Uğrunda                  |                             | Debut cinematográfico    |
| 1956 | Yetimler Ahı                      |                             |                          |
| 1957 | Memiş İş başında                  |                             |                          |
| 1957 | Leke                              |                             | Primer papel protagónico |
| 1958 | Murada Ereceğiz                   | Nazlı                       |                          |
| 1958 | Memiş Gangsterler Arasında        |                             |                          |
| 1958 | Gönülden Ağlayanlar               |                             |                          |
| 1959 | Talihsizler                       | Zeynep                      |                          |
| 1959 | Sevdalı Gelin                     |                             |                          |
| 1959 | Ömrümün Tek Gecesi                |                             |                          |
| 1959 | Eceline Susamışlar                |                             |                          |
| 1959 | Çakır Emine'm                     |                             |                          |
| 1959 | Bağrıyanık                        |                             |                          |
| 1960 | Vatan ve Namus                    | Perihan                     |                          |
| 1960 | Üsküdar İskelesi                  | Leyla                       |                          |
| 1960 | Telli Kurşun                      |                             |                          |
| 1960 | Ölüm Peşimizde                    | Zehra                       |                          |
| 1960 | Kaldırım Çocuğu Kopuk             |                             |                          |
| 1960 | Fakir Şarkıcı                     |                             |                          |
| 1960 | Civanmert                         | Nuran                       |                          |
| 1960 | Cici Kâtibem                      | Ruhsar                      |                          |
| 1960 | Aşk Hırsızı                       |                             |                          |
| 1960 | Aliii                             | Fatma                       |                          |
| 1960 | Çapkın Hırsız                     |                             |                          |
| 1961 | Seviştiğimiz Günler               | Lale                        |                          |
| 1961 | İki Damla Gözyaşı                 |                             |                          |
| 1961 | Duvaksız Gelin                    |                             |                          |
| 1961 | Boş Yuva                          |                             |                          |
| 1961 | Avare Mustafa                     | Aynur                       |                          |
| 1961 | Mahalleye Gelen Gelin             | Belgin Arsev                |                          |
| 1962 | Sokak Kızı                        | Fıstık                      |                          |
| 1962 | Küçük Beyefendi                   | Türkân                      |                          |
| 1962 | Kısmetin En Güzeli                | Fatma                       |                          |
| 1962 | Günahsız Aşıklar                  |                             |                          |
| 1962 | Fosforlu Oyuna Gelmez             |                             |                          |
| 1962 | Fatoş'un Bebekleri                | Fatoş                       |                          |
| 1962 | Erkeklik Öldü Mü Atıf Bey?        | Fatma                       |                          |
| 1962 | Çöpçatan                          | Leyla                       |                          |
| 1962 | Belalı Torun                      | Kâmuran, Canan              |                          |
| 1962 | Cengiz Han'ın Hazineleri          | Çavdar Tarlası              |                          |
| 1963 | Zoraki Milyoner                   |                             | Estrella invitada        |
| 1963 | Zifaf Gecesi                      |                             |                          |
| 1963 | Yavaş Gel Güzelim                 | Fatoş Efeler                |                          |
| 1963 | Yaralı Aslan                      | Leyla                       |                          |
| 1963 | Katır Tırnağı                     |                             |                          |
| 1963 | Hop dedik                         | Leyla Seven                 |                          |
| 1963 | Bulunmaz Uşak                     | Fatma                       |                          |
| 1963 | Bir Hizmetçi Kızın Hatıra Defteri | Zeynep Çileli, Kent         |                          |
| 1963 | Bire On Vardı                     |                             |                          |
| 1963 | Bazıları Dayak Sever              | Fatoş                       |                          |
| 1963 | Barut Fıçısı                      | Fatma                       |                          |
| 1963 | Badem Şekeri                      | Nilüfer Tütüneken           |                          |
| 1963 | Kiralık Koca                      |                             |                          |
| 1964 | Tophaneli Osman                   | Hizmetçi Fatma              |                          |
| 1964 | Tatlı Sert                        |                             |                          |
| 1964 | Öpüşmek Yasak                     | Oya Selamet                 |                          |
| 1964 | Öp Annenin Elini                  | Aynur Akay                  |                          |
| 1964 | Muhteşem Serseri                  | Sahte Prenses Zuhal         |                          |
| 1964 | Köye Giden Gelin                  |                             |                          |
| 1964 | Koçum Benim                       |                             |                          |
| 1964 | Kırk Küçük Anne                   | Fatoş, Fatma                |                          |
| 1964 | Kimse Fatma Gibi Öpemez           | Fatma Erdinç                |                          |
| 1964 | Keşanlı Ali Destanı               | Zeliha, Zilha, Nevvare      |                          |
| 1964 | Halk Çocuğu                       | Suna, Fatoş                 |                          |
| 1964 | Galatalı Fatma                    | Galatalı Fatma              |                          |
| 1964 | Fatoş'un Fendi Tayfur'u Yendi     | Fatoş                       |                          |
| 1964 | Beş Şeker Kız                     | Şükran Deniz                |                          |
| 1964 | Varan Bir                         |                             |                          |
| 1964 | Hizmetçi Dediğin Böyle Olur       |                             |                          |
| 1964 | Kanun Karşısında                  |                             |                          |
| 1965 | Yıldız Tepe                       | Sevgi                       |                          |
| 1965 | Üç Kardeşe Bir Gelin              | Fatoş                       |                          |
| 1965 | Sevişmek Yasak                    |                             |                          |
| 1965 | Severek Ölenler (Kartalların Öcü) | Güner                       |                          |
| 1965 | Seveceksen Yiğit Sev              |                             |                          |
| 1965 | Şenol Birol Gool                  |                             |                          |
| 1965 | Şeker Hafiye                      | Fatma Aksoy                 |                          |
| 1965 | Şeker Gibi Kızlar                 | Belgin Işıl, Hülya          |                          |
| 1965 | Kumarbaz                          |                             |                          |
| 1965 | Korkunç İntikam                   |                             |                          |
| 1965 | Hırsız                            | Selma Türker, Güner         |                          |
| 1966 | Bir Garip Adam                    |                             |                          |
| 1966 | Altın Şehir                       |                             |                          |
| 1966 | Yiğitler Ölmezmiş                 |                             |                          |
| 1966 | Seni Bekleyeceğim                 |                             |                          |
| 1966 | Ölüm Temizler                     |                             |                          |
| 1966 | Kucaktan Kucağa                   | Selma                       |                          |
| 1966 | Kolsuz Kahraman                   | Bela Çiçeği                 |                          |
| 1966 | Karakolda Ayna Var                | Ferhunde Demirçiçek, Mualla |                          |
| 1966 | Koca Yusuf                        | Jane Grefford               |                          |
| 1966 | Hedef Ankara                      |                             |                          |
| 1966 | Fakir Çocuklar                    |                             |                          |
| 1966 | Fabrikanın Şoförü                 |                             |                          |
| 1966 | Ben Bir Sokak Kadınıyım           | Funda                       |                          |
| 1966 | Bana Bela Derler                  |                             |                          |
| 1966 | Avare Kız                         |                             |                          |
| 1966 | Aşkın Kanunu                      |                             |                          |
| 1966 | Allahaısmarladık Yavrum           |                             |                          |
| 1966 | Namusum İçin                      |                             |                          |
| 1967 | Zilli Nazife                      | Nazife                      |                          |
| 1967 | Ya Sev Ya Öldür                   | Feride                      |                          |
| 1967 | Yaprak Dökümü                     | Leyla                       |                          |
| 1967 | Son Gece                          | Maria                       |                          |
| 1967 | Ömre Bedel Kız                    |                             |                          |
| 1967 | Kız Kolunda Damga Var             |                             |                          |
| 1967 | Kiralık Kadın                     |                             |                          |
| 1967 | Karakolda Ayna Var                |                             |                          |
| 1967 | Hırsız Prenses                    |                             |                          |
| 1967 | Dolmuş Şoförü                     |                             |                          |
| 1967 | Ayşecik (Canım Annem)             |                             |                          |
| 1967 | Ağa Düşen Kadın                   |                             |                          |
| 1967 | Sürtüğün Kızı                     |                             |                          |
| 1968 | Vuruldum Bir Kıza                 |                             |                          |
| 1968 | Öksüz                             |                             |                          |
| 1968 | Nilgün                            | Nilgün                      |                          |
| 1968 | Köroğlu                           | Hüsnübala                   |                          |
| 1968 | Ezo Gelin                         | Ezo Gelin                   |                          |
| 1968 | Çöl Kartalı Şeyh Ahmet            |                             |                          |
| 1968 | Ana Hakkı Ödenmez                 |                             |                          |
| 1969 | Vatan ve Namık Kemal              | Zekiye                      |                          |
| 1969 | Menekşe Gözler                    | Serap                       |                          |
| 1969 | Erkek Fatma                       | Fatma                       |                          |
| 1969 | Büyük Yemin                       | Iraz                        |                          |
| 1969 | Boş Beşik                         | Fatma                       |                          |
| 1970 | Şoför Nebahat                     |                             |                          |
| 1970 | Meçhul Kadın                      | Nermin                      |                          |
| 1970 | Ham Meyva                         |                             |                          |
| 1970 | Duyduk Duymayın Demeyin           |                             |                          |
| 1970 | Yarın Son Gündür                  |                             |                          |
| 1971 | Solan Bir Yaprak Gibi             |                             |                          |
| 1971 | Satın Alınan Koca                 |                             |                          |
| 1971 | Önce Sev Sonra Öldür              |                             |                          |
| 1971 | Mualla                            |                             |                          |
| 1971 | Mahşere Kadar                     | Fatma                       |                          |
| 1971 | Kerem ile Aslı                    | Aslı                        |                          |
| 1971 | İki Ruhlu Kadın                   | Selma                       |                          |
| 1971 | Acı                               | Zeliha                      |                          |
| 1971 | Namus                             | Zeynep                      |                          |
| 1971 | Murat ile Nazlı                   | Nazlı                       |                          |
| 1973 | Toprak Ana                        |                             |                          |
| 1973 | Kızgın Toprak                     |                             |                          |
| 1973 | Kambur                            | Azize                       |                          |
| 1973 | Gönülden Yaralılar                | Zeynep                      |                          |
| 1973 | Dağdan İnme                       | Elif                        |                          |
| 1974 | Önce Vatan                        |                             |                          |
| 1974 | Kuma                              | Hanım                       |                          |
| 1974 | Kara Peçe                         | Fatoş                       |                          |
| 1975 | Ağrı Dağı Efsanesi                | Gülbahar                    |                          |
| 1977 | Ölmeyen Şarkı                     |                             |                          |
| 1977 | Meryem ve Oğulları                | Meryem                      |                          |
| 1977 | Hatasız Kul Olmaz                 |                             |                          |
| 1977 | İntikam Meleği (Kadın Hamlet)     | Hamlet                      |                          |
| 1978 | Yaşam Kavgası                     | Emine                       |                          |
| 1978 | Gelincik                          |                             |                          |
| 1981 | Kanlı Nigar                       | Kanlı Nigar                 |                          |
| 1982 | Kaçak                             | Fatma                       |                          |
| 1982 | Gülsüm Ana                        |                             |                          |
| 1984 | Postacı                           | Sevtap                      |                          |
| 1984 | Nefret                            |                             |                          |
| 1985 | Yılanların Öcü                    | Irazca                      |                          |
| 1987 | Japon İşi                         | Başak Billurses             |                          |
| 2003 | Gurbet kadini                     | Zeno                        |                          |
| 2005 | Büyülü Fener                      |                             |                          |
| 2005 | Sinema Bir Mucizedir              |                             |                          |

## Premios y reconocimientos
| Evento                                    | Año  | Categoría        | Película            |
| ----------------------------------------- | ---- | ---------------- | ------------------- |
| Festival Internacional de Cine de Antalya | 1965 | Mejor actriz     | Keşanlı Ali Destanı |
| Festival Internacional de Cine de Antalya | 1967 | Mejor actriz     | Sürtüğün Kızı       |
| Festival de Cine de Adana                 | 1969 | Mejor actriz     | Ezo Gelin           |
| Festival de Cine de Adana                 | 1970 | Mejor actriz     | Boş Beşik           |
| Festival de Cine de Adana                 | 1971 | Mejor actriz     | Acı                 |
| Festival Internacional de Cine de Antalya | 1998 | Premio honorario |                     |